# Liste de jeux vidéo Castlevania

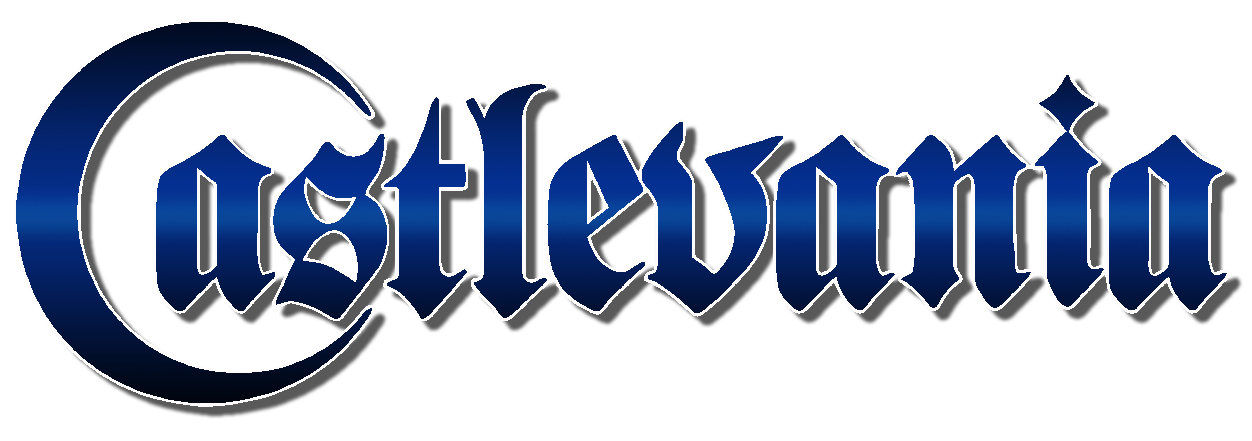

La série Castlevania débute le 26 septembre 1986 au Japon, avec la sortie de Akumajō Dracula sur Famicom Disk System. Le jeu est rebaptisé Castlevania en Amérique du Nord et en Europe. Castlevania fait partie des plus grandes séries de jeux vidéo de Konami, la franchise s'est écoulée à plus de 20 millions d'exemplaires vendus. L'histoire de Castlevania traverse plusieurs époques, elle commence en 1094 avec Castlevania: Lament of Innocence et s'étend jusqu'en 2036 avec Castlevania: Dawn of Sorrow. À partir de 2009 avec Castlevania: The Adventure ReBirth, la franchise Castlevania est développée par d'autres studios de développement que Konami. L'épisode Castlevania: Lords of Shadow 2, développé par MercurySteam Entertainment et sorti en 2014, est le dernier jeu Castlevania en date de la franchise.